# Zbigniew Zdrojewski
Zbigniew Józef Zdrojewski (ur. 1953) – polski profesor doktor habilitowany nauk medycznych, konsultant województwa pomorskiego w dziedzinie chorób wewnętrznych, koordynatorem do spraw kształcenia podyplomowego w zakresie geriatrii, specjalista interny, nefrologii, transplantologii klinicznej i hipertensjologii. 

## Życiorys
W 2007 roku uzyskał tytuł profesora nauk medycznych. Od 1 września 2008 prorektor do spraw klinicznych i szkolenia podyplomowego Akademii Medycznej w Gdańsku/Gdańskiego Uniwersytetu Medycznego. Od 1 października 2008 został kierownikiem Katedry i Kliniki Chorób Wewnętrznych, Geriatrii i Toksykologii, a po zmianach statusu jednostki – Katedry i Kliniki Chorób Wewnętrznych, Chorób Tkanki Łącznej i Geriatrii tejże uczelni. Jest także redaktorem działu "Hemodializa" w czasopiśmie specjalistycznym Forum Nefrologiczne oraz członkiem zarządu Towarzystwa Internistów Polskich. Jest autorem lub współautorem ponad 100 opublikowanych prac naukowych, w tym ponad 50 oryginalnych prac twórczych. Napisał również 30 rozdziałów w podręcznikach z zakresu nefrologii, chorób wewnętrznych i leczenia nerkozastępczego. Ponadto wygłosił lub przedstawił 140 prac na naukowych zjazdach zagranicznych i krajowych. 

## Odznaczenia
- Krzyż Kawalerski Orderu Odrodzenia Polski (2019)[3]
- Srebrny Krzyż Zasługi (2003)
- Medal Komisji Edukacji Narodowej (2008)
- Medal Pamiątkowy Akademii Medycznej w Gdańsku (2005) za aktywny udział i zaangażowanie w rozwój przeszczepienia nerek w Gdańskim Ośrodku Transplantacji.

## Prace naukowe
- rozprawa doktorska pt. Rozmieszczenie znakowanego cholesterolu w erytrocytach i lipoproteinach surowicy chorych z przewlekłą niewydolnością nerek, Akademia Medyczna w Gdańsku, 1982
- rozprawa habilitacyjna pt. Współzależność pomiędzy zmianami w strukturze i funkcji płytek krwi a progresją pierwotnych glomerulopatii, Akademia Medyczna w Gdańsku, 1999